# Mühlacker (stacja kolejowa)
Mühlacker – stacja kolejowa w Mühlacker, w kraju związkowym Badenia-Wirtembergia, w Niemczech. Znajdują się tu 3 perony.